# اتیل سالسیلات
اتیل سالسیلات (به انگلیسی: Ethyl salicylate) با فرمول شیمیایی C۹H۱۰O۳ یک ترکیب شیمیایی است. که جرم مولی آن ۱۶۶٫۱۷ g/mol می‌باشد. 